# Breguet 693
Breguet 690 a letouny odvozené od tohoto typu byly lehké dvoumotorové bitevní letouny, které byly používány francouzským letectvem během 2. světové války.

## Vývoj a popis
Ačkoliv bylo Armée de l'Air od počátku 30. let 20. století průběžně informováno o vývoji střemhlavých bombardérů v zahraničí, rozhodlo o nákupu moderního útočného letounu až v roce 1937.
Model 690 vzniknul v roce 1934 jako návrh společnosti Breguet v soutěži na dodání dvoumotorového stíhacího letounu kategorie „C3“ (Chasse 3 – stíhací, třímístný), kterou nakonec vyhrál letoun Potez 630. Oba tyto letouny byly dvoumotorové jednoplošníky se zdvojenou svislou ocasní plochou, poháněné hvězdicovými motory Hispano-Suiza 14AB, které měly podobné uspořádání i výkony. Společnost Breguet navrhla všestranný letoun, který mohl působit v roli průzkumného, bitevního nebo bombardovacího letounu bez zásadních zásahů do struktury letounu. Přesto byl nakonec zvolen konkurenční letoun Potez 630. Breguet si byl ale vědom potenciálu svého stroje a začal stavět prototyp na své vlastní náklady. Pro tuto soukromou aktivitu nestátní společnosti však nebyly dlouho k dispozici plánované motory Hispano-Suiza 14AB, které byly přednostně dodávány pro letouny Potez 630. Prototyp letounu Breguet 690-01 si tak musel počkat na svůj první let až do 23. března 1938.
Letoun zapůsobil na armádní činitele tak, že hned v červnu 1938 bylo objednáno 100 dvoumístných útočných bombardovacích letounů známých jako Breguet 691-AB2. Tato objednávka byla později zdvojnásobena. Prototyp letounu Breguet 691-01 poprvé vzlétnul 22. března 1939.
Letoun byl středoplošníkem celokovové konstrukce s dvojitou svislou ocasní plochou. Měl štíhlé křídlo o velkém rozpětí, které nápadně kontrastovalo s krátkým trupem. Podvozek byl záďového typu zatahovací směrem vzad do motorových gondol, přičemž část kola vyčnívala za letu z krytu podvozku. Pohon zajišťovaly dva protiběžné vzduchem chlazené dvouhvězdicové motory Hispano-Suiza 14AB-10/11 s výkonem 533 kW (725 k). Motory byly umístěny v motorových gondolách na úrovni přídě letounu, což do značné míry znesnadňovalo výhled z kokpitu do stran.
Pro útoky proti pozemním cílům byl letoun Bre.691 vybaven leteckým kanónem ráže 20 mm, dvojicí kulometů ráže 7,5 mm střílejících dopředu a malou vnitřní pumovnicí, která byla umístěna na místě původně třetího člena posádky (pozorovatele), a která byla obvykle naložena bombami o hmotnosti 50 kg o celkové hmotnosti 300 kg. Dopředu střílející zbraně mohly být nastaveny v úhlu až 15° směrem dolů.
Obranu zadního prostoru zajišťoval pohyblivý kulomet ráže 7,5 mm a pevně zabudovaný kulomet střílející dozadu dolů, který byl namontován pod trupem a sloužil k obraně proti stíhačkám letících vzadu pod letounem, nebo k postřelování přelétaných pozemních cílů. Obě tyto zbraně obsluhoval radiotelegrafista/střelec, který seděl zády ke směru letu na úrovni odtokové hrany křídla. Posádka i nádrže byly chráněny pancéřováním a nádrže měly i základní samotěsnicí schopnost, ale tato ochrana se prokázala v boji jako nedostačující.
Společnost Breguet postavila výrobní linku velice rychle. První sériový letoun Breguet 691-AB2 vzlétl již za necelý rok po svém objednání (15. května 1939) a letouny vstoupily do služby před koncem roku 1939. Celkem bylo vyrobeno 78 letounů této verze.
Stejně jako letouny Potez 630 měly i letouny Breguet 691 problémy se svými motory. Motory Hispano-Suiza 14AB byly velice nespolehlivé, některé díly vydržely jen něco málo přes deset letových hodin. Navíc byly i kvůli dodávkám pro letouny Potez 630 nedostatkové. Francouzské úřady proto rozhodly o použití hvězdicových motorů Gnome-Rhône 14M-6/7 u jednoho z letounů Bre.691 a tak vznikla nová verze Breguet 693-01. Tento letoun poprvé vzlétnul 25. října 1939 a byl od počátku příznivě hodnocen. Nejen že byl rychlejší, ale i lépe stoupal a unesl i 400 kg pum. Mimo změny motorů, které měly trochu menší průměr, měly letouny Breguet 693-AB2 oproti letounům 691 zesílený podvozek a větší pumovnici, jinak byly identické. Objednané letouny 691 byly změněny na novou verzi 693, kterých bylo postaveno a rozestavěno společnostmi Breguet a SNCAC více než 200 kusů.
Později vyrobené letouny Bre.693 měly upravené výfuky motorů, což jim přidalo několik km/h na rychlosti, zbraně střílející dopředu byly pevné s úhlem střelby 2,5° směrem dolů a podle některých zdrojů i další dvojici dozadu střílejících kulometů ráže 7,5 mm v gondolách motorů.
Belgii a Švédsko tento letoun zaujal natolik, že uvažovaly o jeho nákupu nebo výrobě. Letouny měly být nakonec vyráběny v Belgii, ale žádný z nich nebyl dokončen před pádem Belgie v roce 1940. Jediný ve Francii dokončený prototyp Breguet 694-01 nakonec obdrželo francouzské námořnictvo.
Francouzští výrobci motorů měli velké problémy s dodávkami pohonných jednotek pro uspokojení rozsáhlých objednávek na nové letouny. Proto francouzská vláda rozhodla o úpravě některých strojů na britské a americké motory. Úprava letounů Bre.693, známá jako Breguet 695, zahrnovala zástavbu větších a těžších amerických motorů Pratt & Whitney Twin Wasp Junior, které měly větší odpor vzduchu, ještě více omezovaly výhled směrem do stran a poskytly jen malé zlepšení výkonů v nízkých výškách, ale byly spolehlivější. Letouny měly i větší svislé ocasní plochy, aby byl potlačen točivý moment motorů, které se na rozdíl od francouzských otáčely jedním směrem. Před uzavřením příměří bylo dodáno jen několik operačně způsobilých strojů.
Nakonec bylo dokončeno méně než 250 strojů rodiny letounů Breguet 690, z nichž francouzské letectvo obdrželo něco málo přes 200 kusů. Několik desítek dalších kompletních nebo téměř kompletních strojů Němci ukořistili ve výrobních závodech.
Byla naplánována stavba i několika experimentálních verzí. Jednou z nich byl prototyp dvoumístného lehkého bombardéru s označením Breguet 696-B2 (první let 3. listopadu 1939). Tento letoun byl i objednán, ale objednávka byla nakonec zrušena ve prospěch verze Bre.693.
Breguet 697-C2 byl zamýšlen jako testovací prototyp pro těžký stíhací letoun Breguet 700-C2. Letoun byl poháněn motory Gnome-Rhône 14N-48/49, které mu dávaly o polovinu větší výkon než s motory 14M. Prototyp Bre.697 měl vynikající stoupavost a rychlost. Breguet 700 měl být ještě rychlejší a měl být velmi těžce vyzbrojen. K jeho zalétání však nedošlo.
Ve fázi prototypu skončil i vývoj střemhlavého bombardéru Breguet 698-BP2. Tento letoun vzniknul přestavbou prototypu Breguet 690-01.

## Operační historie

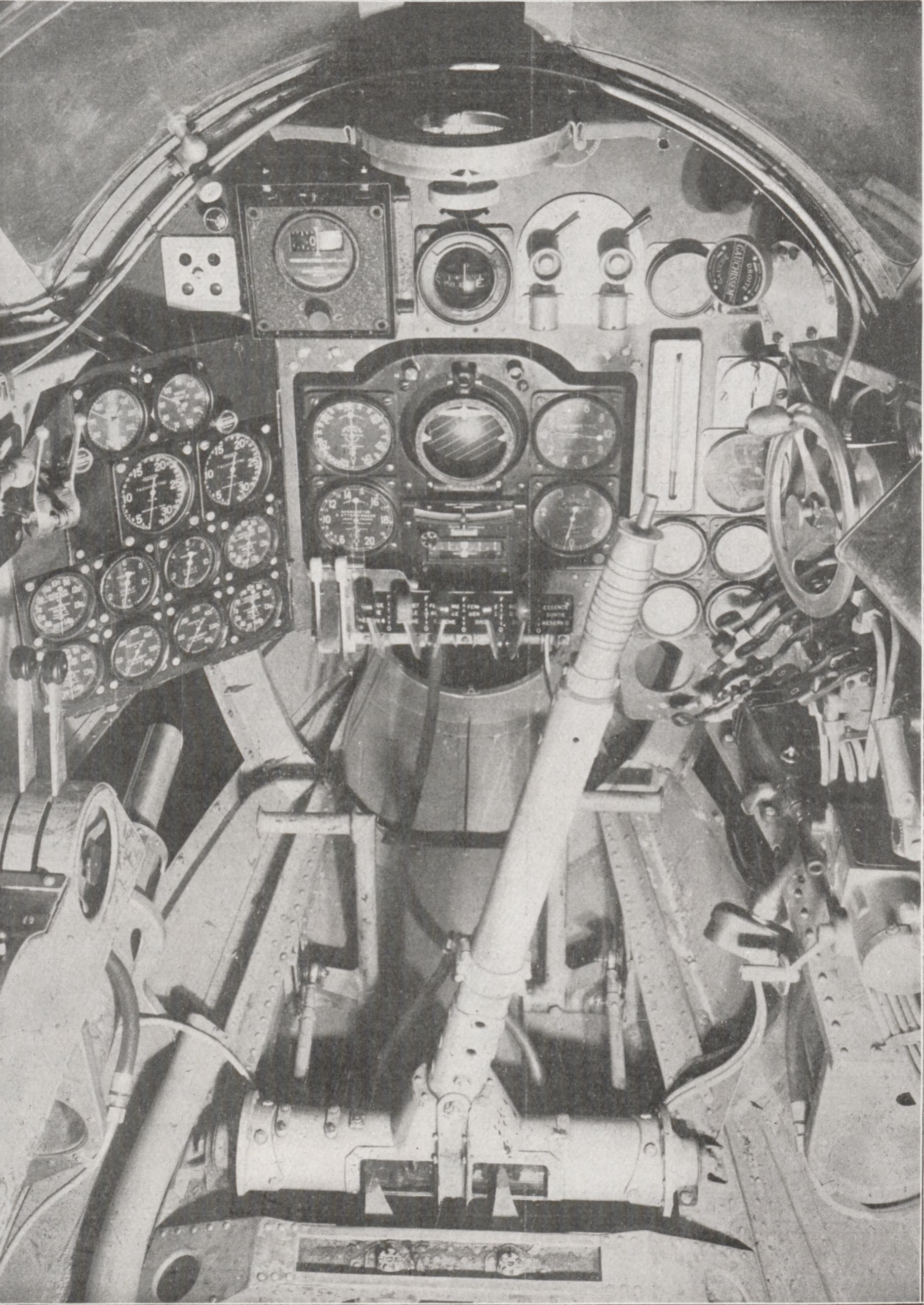
Kokpit stroje Breguet 690

Od roku 1937 byla v rámci francouzského letectva vytvořena malá experimentální jednotka, která zkoušela taktiku útoků proti pozemním cílům. Nakonec francouzské letectvo došlo k závěru, že bombardování z nízkých výšek nepřátelských vozidel a dělostřelectva na bojišti bude výhodnější než střemhlavé bombardování. Zvolená taktika zahrnovala přiblížení k cíli letem maximální rychlostí těsně nad povrchem země, následné postřelování cíle z hlavňové výzbroje nebo odhození bomb se zpožděným časovačem přímo nad cílem. Francouzští velitelé všeobecně považovali tuto taktiku za bezpečnou pro posádky letadel, protože se domnívali, že použití protiletadlových zbraní bude při takovémto útoku neúčinné. Francouzská armáda však v té době nepoužívala protiletecké rychlopalné kanóny, ale jen kulomety puškové ráže a pomalu střílející kanóny ráže 75 mm.
Na konci roku 1939 byly dvě perutě složené z dobrovolníků shromážděny na malém letišti poblíž Vinon-sur-Verdon, kde zahájily operační výcvik. Jelikož letouny Breguet 691 ještě nebyly k dispozici, posádky zatím létaly na lehkých bombardérech Potez 633. Když byly konečně dodány, staly se u posádek oblíbené, ačkoliv měly problémy s nespolehlivými motory a s podvozkem. V březnu 1940 byly vytvořeny první perutě vybavené letouny Breguet 693. Jednalo se o 5 jednotek s označením GBA I/51, GBA II/51, GBA I/54, GBA II/54 a GBA II/35 (GBA je označení pro Groupe de bombardement d'assaut – útočná bombardovací peruť), každá teoreticky vybavená 13 letouny. Po zahájení dodávek strojů Bre.693 byly stroje verze 691 přeřazeny k výcviku posádek.
Kvůli jejich pozdnímu dodání se posádky při zahájení bitvy o Francii s letouny stále sžívaly a pracovaly na taktice nasazení. 12. května 1940 provedly jednotky GBA I/54 a II/54 svůj první bojový let proti německým motorizovaným kolonám v oblasti Hasselt – Maastricht – Saint-Truiden. Německá protiletecká palba byla tak zničující, že bylo sestřeleno 8 a poškozeno 6 z 18 strojů Bre.693 vyslaných do akce.
Katastrofální výsledky této první bojové akce vedly francouzské velitele k přehodnocení taktiky. Posádky letounů začaly provádět útoky klesavým letem z vyšší letové hladiny, což vedlo k omezení ztrát, ale i ke zvýšení nepřesnosti útoku, protože letouny neměly výhled pro bombometčíka a činilo je to i více zranitelné nepřátelskými stíhačkami. Během následujících misí se letouny vrátily k útokům z malých výšek, ale působily v menších formacích. Jak se bitva rychle vyvíjela směrem ke kolapsu francouzských armád, bitevní perutě podnikaly své každodenní akce za stálých ztrát od protiletadlových zbraní a nepřátelských stíhačů.
Na konci června 1940 se francouzské letectvo pokoušelo evakuovat své moderní letouny do severní Afriky mimo dosah Němců, odkud, jak mnozí doufali, by mohly pokračovat v boji. Breguety s krátkým doletem ale nebyly schopné přeletět Středozemní moře. Na rozdíl od jiných moderních francouzských typů, bojová kariéra rodiny letounů Breguet 690 skončila s podepsáním kapitulace Francie 22. června 1940.
K tomuto okamžiku bylo ztraceno celkem 119 strojů. 47 letounů bylo ztraceno přímo v bojových akcích. Původních 5 bitevních jednotek utrpělo materiální ztráty dosahující 63%, zatímco ztráty na posádkách byly zhruba 50%.
Po uzavření příměří bylo francouzské vládě ve Vichy dovoleno mít ve Francii malé letectvo. Piloti útočných bombardérů podnikli poté několik ojedinělých cvičných letů na zbývajících letounech Bre.693 a Bre.695. Poté, co Německo na konci roku 1942 okupovalo i zbytek Francie, byly některé ze zbývajících letounů předány Itálii, kde byly používány ke cvičným účelům.

## Varianty

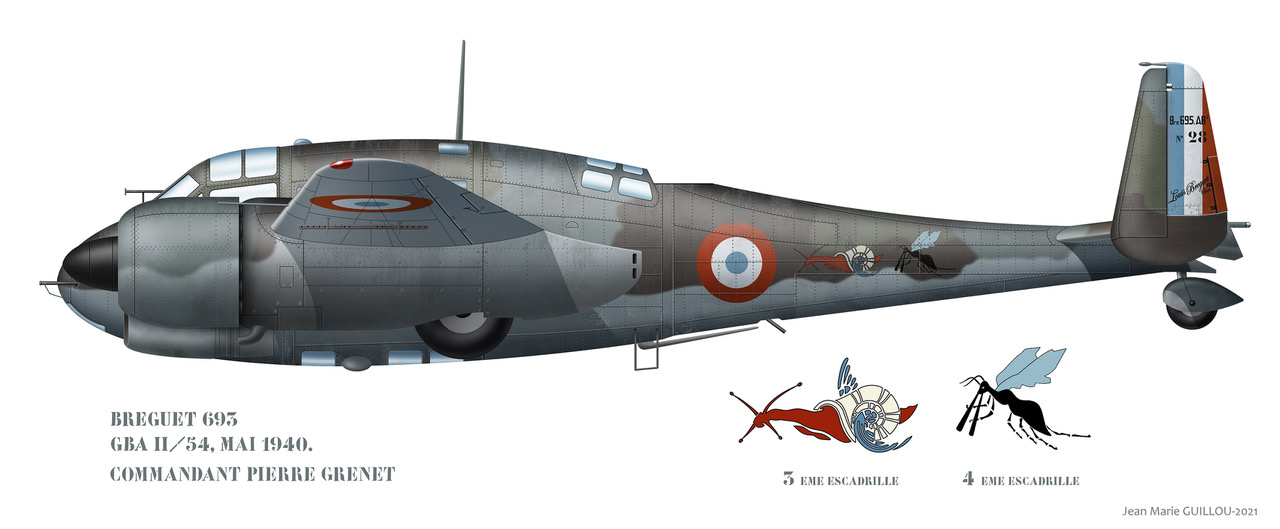
Breguet 693

Bre.690-01
Prototyp třímístného stíhacího letounu – neúspěšný protikandidát letounu Potez 630. Letoun byl poháněn motory Hispano-Suiza 14AB-02/03.
Bre.691-01
Prototyp letounu Breguet 691 poháněný motory Hispano-Suiza 14AB-10/11.
Bre.691-AB2
První sériová verze dvoumístného dvoumotorového útočného letounu. Vyrobeno 78 strojů.
Bre.692-C2
Neuskutečněný projekt těžkého stíhacího letounu.
Bre.693-01
Prototyp letounu Breguet 693 poháněný motory Gnome-Rhône 14M-6/7.
Bre.693-AB2
Hlavní sériová verze dvoumístného dvoumotorového útočného letounu. Vyrobeno nebo rozpracováno více než 200 kusů.
Bre.694-01
Prototyp plánovaného dvou nebo třímístného letounu pro provádění taktického průzkumu. Letoun měl být vyvážen i do Belgie a Švédska. Jediný vyrobený prototyp sloužil u francouzského námořnictva.
Bre.695-01
Prototyp letounu Breguet 695 poháněný americkými motory Pratt&Whitney SB4G Twin Wasp Junior. První let 3. dubna 1940.
Bre.695-AB2
Upravené letouny s použitím amerických motorů Pratt & Whitney Twin Wasp Junior. První let 23. dubna 1940.
Bre.696-B2
Prototyp lehkého dvoumístného bombardéru.
Bre.697-C2
Prototyp těžké dvoumístné stíhačky a stíhacího bombardéru s motory Gnome-Rhône 14N-48/49.
Bre.698-BP2
Prototyp střemhlavého bombardéru pro francouzské námořnictvo. Jednalo se o upravený prototyp Bre.690-01.
Bre.699-B2
Projekt letounu Bre.696 s motory Pratt&Whitney.
Bre.700-C2
Projekt těžkého stíhacího letounu.

## Specifikace (Bre.693-AB2)
Technické údaje pocházejí z publikace „Letadla 1939–45: Stíhací a bombardovací letadla Francie a Polska“.

### Technické údaje

Breguet 693

- Posádka: 2 (pilot a zadní střelec)
- Rozpětí: 15,53 m
- Délka: 9,68 m
- Výška: 3,20 m
- Nosná plocha: 29,25 m²
- Plošné zatížení: 168 kg/m²
- Prázdná hmotnost: 3 015 kg
- Max. vzletová hmotnost: 4 900 kg
- Pohonná jednotka: 2× hvězdicový motor Gnome-Rhône 14M-6/7
- Výkon pohonné jednotky: 700 k (515 kW)

### Výkony
- Cestovní rychlost: 300 – 400 km/h ve výšce ? m
- Maximální rychlost: 475 km/h ve výšce 4 000 m
- Dolet: 1 352 km
- Dostup: 8 500 m (27 885 stop)
- Stoupavost: 9,25 m/s

### Výzbroj
- 1× dopředu střílející pevný letecký kanón Hispano-Suiza HS.404 ráže 20 mm
- 2× dopředu střílející pevný kulomet Darne 32 Marine ráže 7,5 mm
- 1× dozadu dolů střílející pevný kulomet MAC 1934 ráže 7,5 mm
- 1× dozadu střílející (u později vyrobených strojů zdvojený) pohyblivý kulomet MAC 1934 ráže 7,5 mm
- 2× dozadu střílející pevný kulomet MAC 1934 ráže 7,5 mm v motorových gondolách (pouze u některých strojů)
- 400 kg pum v pumovnici (nejčastěji 8×50 kg)

## Uživatelé
Francie
- Francouzské letectvo
- Letectvo Vichistické Francie

 Itálie
- Italské letectvo